# Dicamptus sinuatus
Dicamptus sinuatus là một loài tò vò trong họ Ichneumonidae.